# Franciszek Starowieyski

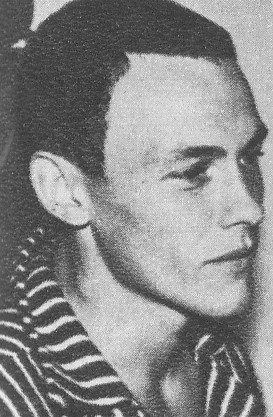
Franciszek Starowieyski w latach 60.

Franciszek Andrzej Bobola Starowieyski, ps. Jan Byk (ur. 8 lipca 1930 w Bratkówce koło Krosna, zm. 23 lutego 2009 w Warszawie) – polski grafik, malarz, rysownik i scenograf.

## Życiorys
Pochodził z rodziny szlacheckiej, pieczętującej się herbem Biberstein.
W latach 1949–1952 studiował malarstwo w Akademii Sztuk Pięknych w Krakowie u Wojciecha Weissa i Adama Marczyńskiego, a następnie w ASP w Warszawie u Michała Byliny, gdzie uzyskał dyplom w 1955.
Popularność zyskał w latach 60. XX wieku serią plakatów teatralnych i filmowych. Zajmował się malarstwem, plakatem, grafiką użytkową, scenografią teatralną i telewizyjną. Był twórcą tzw. teatru rysowania. Jego malarstwo cechowały fascynacja ciałem kobiecym o rubensowskich kształtach, zmysłowością oraz refleksja nad przemijaniem i śmiercią. Wielokrotnie wystawiał w galeriach i muzeach w Polsce oraz Austrii, Belgii, Francji, Holandii, w Kanadzie, Szwajcarii, USA, we Włoszech i in. Był laureatem wielu nagród, m.in.: Grand Prix na Biennale Sztuki Współczesnej w Saô Paulo (1973), Grand Prix za plakat filmowy na festiwalu w Cannes (1974), Grand Prix na Międzynarodowym Festiwalu w Paryżu (1975), Annual Key Award gazety Hollywood Reporter (1975–1976), nagrody na Międzynarodowym Biennale Plakatu w Warszawie i na Międzynarodowym Festiwalu Filmowym w Chicago (1979–1982).
W swoich „teatrach rysowania” łączył obydwie sztuki w jedną, „spektakl sztuk wszelakich”, zjawisko medialne, w których taką samą wartością artystyczną jest sam akt tworzenia, jego elementy widowiskowe i – dzięki erudycji autora – literackie, jak i samo dzieło w tradycyjnym tego słowa znaczeniu. W obrazach Starowieyskiego świat realny łączył się z tworami jego wręcz „niepohamowanej” wyobraźni, a jego twórczość ostentacyjnie nawiązywała do starych XVII-wiecznych mistrzów i była przesycona groteską oraz humorem. Obraz Divina Polonia Rapta Per Europa Profana, co znaczy: „Boska Polska porwana przez świecką Europę” wystawiony w polskim przedstawicielstwie w Unii Europejskiej w Brukseli (1998) wywołał wiele kontrowersyjnych ocen.
W 1994 otrzymał Nagrodę „Złotej Maski” za scenografię do komediodramatu Ubu Król czyli Polacy Krzysztofa Pendereckiego w Teatrze Wielkim w Łodzi, a w 2004 Nagrodę Ministra Kultury w dziedzinie sztuk plastycznych.
Został pochowany na cmentarzu w podwarszawskich Laskach.

## Życie prywatne
Starszy brat księdza Marka Starowieyskiego. Małżonek Ewy Starowieyskiej (1930–2012), scenografki. Jego synem jest malarz i rysownik Antoni Starowieyski (ur. 1973).
Był kolekcjonerem dzieł sztuki.

## Odznaczenia
- Krzyż Oficerski Orderu Odrodzenia Polski – 2009, pośmiertnie[2]
- Złoty Medal „Zasłużony Kulturze Gloria Artis” – 2005[3]

## Upamiętnienie
W 2015 roku imieniem artysty nazwano jedną z ulic na warszawskim Mokotowie, na osiedlu Bernardyńska, gdzie przez pewien czas mieszkał i tworzył.

## Polnische Plakat Kunst
Franciszek Starowieyski jest jedną z postaci cyklu dokumentalnego pt. Polnische Plakatkunst o polskiej szkole plakatu. Odcinek zatytułowany „Polnische Plakat Kunst – Franciszek Starowieyski” zrealizowany był w 2009.